# WOW Hits
WOW Hits is de eerste collectie cd's van de WOW collectie. Voordat WOW Worship werd uitgebracht heette de albums WOW. Het bestaat uit de volgende albums:
- WOW 1996
- WOW 1997
- WOW 1998
- WOW 1999
- WOW 2000
- WOW 2001
- WOW Hits 2002
- WOW Hits 2003
- WOW Hits 2004
- WOW Hits 2005
- WOW Hits 2006
- WOW Hits 2007
- WOW Hits 2008
  - Nummers
    - Album 1:
      1. Made to Worship - Chris Tomlin
      2. Mountain of God - Third Day
      3. Hold Fast - MercyMe
      4. Praise You In This Storm - Casting Crowns
      5. Undo - Rush of Fools
      6. Awaken - Natalie Grant
      7. Find Your Wings - Mark Harris
      8. By His Wounds Glory Revealed
      9. Every Time I Breathe Big Daddy Weave
      10. Walking Her Home - Mark Schultz
      11. Over My Head - Brian Littrell
      12. Come to the Cross - Michael W. Smith
      13. Give It All Away - Aaron Shust
      14. Bless the Broken Road - Selah
      15. History - Matthew West
      16. BONUS: Set the World On Fire - Britt Nicole
      17. BONUS: He Still Calls Me Son - John Waller

    - Album 2:
      1. Made to Love - tobyMac
      2. I Need You to Love Me - BarlowGirl
      3. Something Beautiful - Newsboys
      4. The More - Downhere
      5. The Show - Hawk Nelson
      6. Forgiven - relient K
      7. What It Means - Jeremy Camp
      8. Nothing Left to Lose - Matt Kearney
      9. Only the World - Mandisa
      10. Don't Give Up - Sanctus Real
      11. Breathe Into Me - RED
      12. Stand In the Rain - Superchick
      13. Work - Jars of Clay
      14. Tears of the Saints - Leeland
      15. I Believe - Building 429
      16. BONUS: What If - pureNRG